# 池端レイナ
池端 レイナ（いけはた れいな、1987年11月5日 - ）は、日本の女優。北海道釧路市出身。アーティスト名は「LEINA」（レイナ）。

## 経歴
2010年、活動開始。
2014年公開の日台合作映画『一分間だけ』の出演をきっかけに、単身で台湾に渡り、中国語を習得して、日本と台湾を往復しながら、女優活動を行う。
2015年11月13日、台湾エイベックスより、「LEINA」名義でミニアルバム「獨一無二的存在（唯一無二の存在）」をリリースし、歌手デビューを果たす。
2016年7月、台湾のテレビドラマ『美好年代』で唯一の日本人キャストとして抜擢される。
2016年8月、フジテレビ系ドラマ『好きな人がいること』で日本のテレビドラマ初出演。
2019年11月5日、Facebookで結婚と妊娠を発表した。

## 主な出演

### モデル・雑誌
- Girls Award2010 AUTUMN/WINTER　モデルオーデション　グランプリ受賞（2010年9月）
- Girls Award 2011 SPRING/SUMMER モデル出演（2011年3月）
- 琉球アジアコレクション　モデル出演（2011年8月）
- 雑誌「Milk Taiwan」（2014年5月）
- 東京ガールズコレクション'14 A/W （2014年9月6日）
- 雑誌「ViVi」台湾版 - 準レギュラー[1]

### テレビ番組
- ゴッドタン（2011年6月、テレビ東京）
- イワナ住む山里(2011年7月、釣りビジョン） - メインナビゲーター
- やりたが〜り（2011年8月、TBS）
- 森と水の只見　釣り旅パーフェクトマップ（2011年8月、釣りビジョン） - メインナビゲーター
- 24時間テレビ　チャリティーイベント（2011年8月、日本テレビ）
- 流行新勢力（2014年1月、台湾民視）
- 流行新勢力（2014年4月、台湾民視）
- 型男大主廚（2017年6月、三立都會台）
- 型男大主廚（2018年1月、三立都會台）

### CM・CF
- ドクターシーラボ　ラボラボ・コラーゲンゲル（2010年10月〜2011年9月） ※大杉漣と共演
- Panasonic デジタルカメラ（2011年9月 - 2012年8月）ー店頭パンフレットモデル・HP内動画
- ユーストリーム　UST美容室（2011年7月 - 2011年8月） - メインMC
- サンリオSUMMERギフト（2011年7月） - インフォマーシャル
- Moage（2011年8月） - インフォマーシャル

### 舞台
- 体感季節（演出：山本タク、公演日程：2012年5月24日 - 29日、会場：中目黒キンケロ・シアター） - 相田奈央 役
- 雷神（演出：堀江慶、公演日程：2012年7月27日 - 31日、会場：六本木俳優座劇場） - 三枝【女剣士】役
- ダンガンロンパ  THE STAGE（演出：石田明、公演日程：2014年10月29日 - 11月3日、会場：日本青年館） - セレスティア・ルーデンベルク役
- ダンガンロンパ THE STAGE～希望の学園絶望の高校生～（脚本・演出：田尾下哲、2016年6月16日 - 26日、Zeppブルーシアター六本木 / 7月1日 - 2日、東海市芸術劇場 / 7日 - 10日、サンケイホールブリーゼ / 14日 - 16日、関内ホール大ホール） - セレスティア・ルーデンベルク役

### 映画
- FASHION STORY -Model-（2012年11月17日、ユナイテッド エンタテイメント） - 青山佳美 役
- 空の境界（2013年2月16日、横田佳代子事務所/セントラルメディアプロモート） - 山梨 役
- BLUE BIRD 沖縄国際映画祭特別上映作品　全編広東語（2013年3月沖縄国際映画祭上映） - 小葉 役（ヒロイン）
- 「一分間だけ」日台合作映画（2014年5月9日台湾、2014年5月31日日本、ティ・ジョイ） - 杏子 役[5]
- イン・ザ・ヒーロー（2014年9月6日）
- 最後の命（2014年11月8日） - エリコ 役
- 忘れないと誓ったぼくがいた（2015年3月28日）
- 屍憶 -SHIOKU- 日台合作映画（2015年） - 奈奈 役
- パーフェクト・レボリューション（2017年9月29日、監督：松本准平）
- 栞（2018年10月26日、NexTone） - 柏木真理 役
- どすこい!すけひら（2019年11月1日） - 倉田沙織 役

### テレビドラマ
- 恋する、おひとり様 第13話 - 第16話（2014年、三立都會台）- 愛子 役
- 美好年代（中国語版）（2016年7月12日 - 、中国電視・中天電視） - ジャン・アンニン（蔣安妮） 役
- 好きな人がいること（2016年8月15日・9月5日 - 19日、フジテレビ） - 大橋尚美 役
- 刑事ゆがみ 第4話（2017年11月2日、フジテレビ） - 高遠玲奈 役
- 我和我的四個男人（中国語版） 第14話（2017年11月4日  台湾電視公司） - Lina 役
- プリティが多すぎる（2018年10月18日 - 12月21日、日本テレビ） - 森野瑠美 役[6]
- 神酒クリニックで乾杯を 第8話（2019年3月16日、BSテレ東） - 小笠原二絵 役
- DASADA（2020年1月16日  - 3月19日、日本テレビ）- ゆりあのママ 役

## ディスコグラフィー

### アルバム
- ミニアルバム「獨一無二的存在（唯一無二の存在）」（2015年11月13日、台湾エイベックス）[7]

## 受賞歴

### 女優業
- 第二回 氷見絆国際映画祭：優秀演技大賞（2013年11月）「BLUE BIRD」[8]